# Koen Van Der Heyden
Koen Van Der Heyden (Aalst, 1 april 1983), alias Den Bompi, is een Belgische voetballer, spelend bij KFCO Burst. Hij speelde zich in de kijker bij Eendracht Aalst en verhuisde naar RKC Waalwijk. Na twee seizoenen keerde hij echter terug naar Aalst. Hij speelde ook nog voor SK Deinze.